# فرودگاه شهرستان داگلاس جورجیا
فرودگاه شهرستان داگلاس جورجیا (به انگلیسی: Douglas Municipal Airport (Georgia)) یک فرودگاه همگانی بهره‌برداری هوایی است که یک باند فرود آسفالت دارد و طول باند آن ۱۸۳۰ متر است. این فرودگاه در کشور ایالات متحده آمریکا قرار دارد و در ارتفاع ۷۸ متری از سطح دریا واقع شده‌است.